# Riccardia emarginata
Riccardia emarginata là một loài rêu trong họ Aneuraceae. Loài này được K.G.Hell mô tả khoa học đầu tiên năm 1893.